# Ziraat Bankası Ankara
Maillots
Le Ziraat Bankası Ankara est un club turc de volley-ball fondé en 1981 et basé à Ankara qui évolue pour la saison 2022-2023 en Efeler Ligi (D1 turque).

## Historique
Le club a été fondé en 1981.

## Palmarès
| Compétitions nationales | Compétitions internationales                                                                                                  |
| - Championnat de Turquie (2) - Champion : 2021, 2022. - Vice-champion : 1996, 2010. - Coupe de Turquie (1) - Vainqueur : 2010. - Supercoupe de Turquie (3) - Vainqueur : 2010, 2021, 2022. | - Coupe de la CEV (0) - Finaliste : 2018. - Challenge Cup (0) - Finaliste : 2021. - Coupe des Balkans (1) - Vainqueur : 2018. |

## Joueurs et personnalités du club

### Entraîneurs
- 2008-2010 :  Juan Manuel Barrial
- 2010-2011 :  Plamen Konstantinov
- 2011-2012 :  Burak Emre Dirier
- Juil.-nov. 2012 :  Veljko Basić
- Nov. 2012-2013 :  Vital Heynen
- 2013-févr. 2017 :  Fernando Muñoz Benítez
- Févr.-mai 2017 :  Juan Manuel Barrial
- 2017-2019 :  Joško Milenkoski
- 2019-2021 :  Giampaolo Medei
- 2021-févr. 2022 :  Roberto Santilli
- Févr. 2022- :  Mustafa Kavaz

### Joueurs emblématiques
- Antonin Rouzier